# Phoenix Park
Ne doit pas être confondu avec Parc Phœnix.
Phoenix Park (irlandais : Páirc an Fhionnuisce) est un vaste parc de Dublin situé à 3 km au nord-ouest du centre-ville. Le parc d'une superficie de 712 ha et d'une circonférence de 11 km est le second plus grand parc citadin d'Europe après Sutton Park à Birmingham. Le parc est constitué de grandes pelouses, d'avenues bordées d'arbres et de zones boisées, on y trouve aussi des terrains de sport pour le polo et le cricket. Il abrite également un troupeau de daims sauvages.
L'entrée principale de Phoenix Park est située à Parkgate Street dans le Dublin 7, à côté de Castleknock.
Le nom du Park vient de sa prononciation en gaélique fionn uisce qui signifie eaux claires.
Régulièrement en été le parc permet à de nombreux groupes musicaux de se produire en plein air (U2 en 1983 lors d'un festival, The Cranberries en 2001...).

## Curiosités
À l'intérieur du parc se trouve :
- Áras an Uachtaráin, la résidence officielle du président irlandais ainsi que la résidence de l'ambassadeur des États-Unis ;
- le quartier général de la police irlandaise, la Garda Síochána et le zoo de Dublin ;
- le Wellington Monument, un obélisque haut de 62 mètres à la mémoire du duc Arthur Wellesley de Wellington ;
- la croix papale, une grande croix plantée pour la visite du pape Jean-Paul II à Dublin en 1979 au pied de laquelle il célébra une messe ;
- le château d'Ashtown, une tour médiévale restaurée;
- Magazine Fort : un ancien fort de garnison anglais;
- des terrains de cricket.

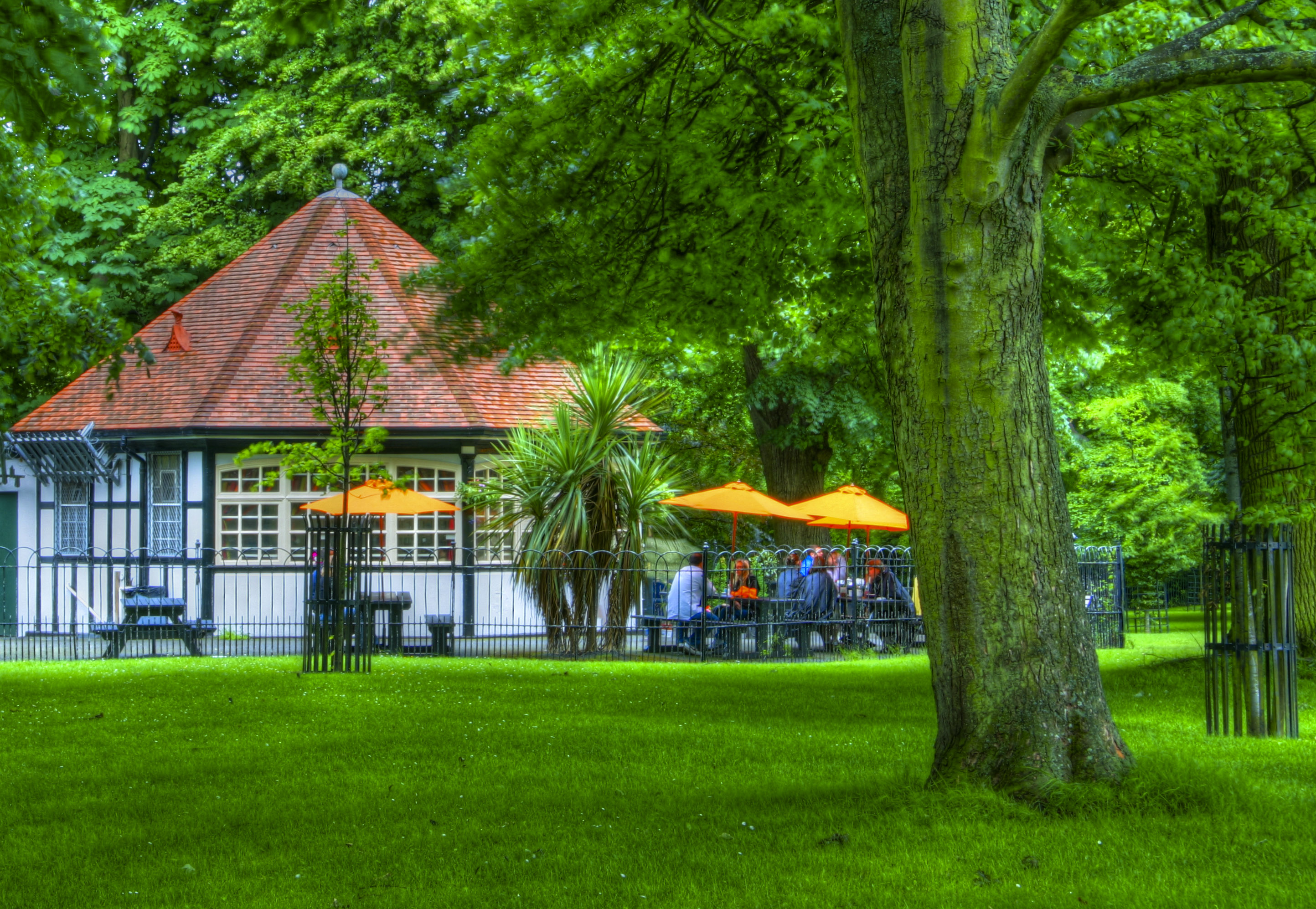
Maison en face du Zoo
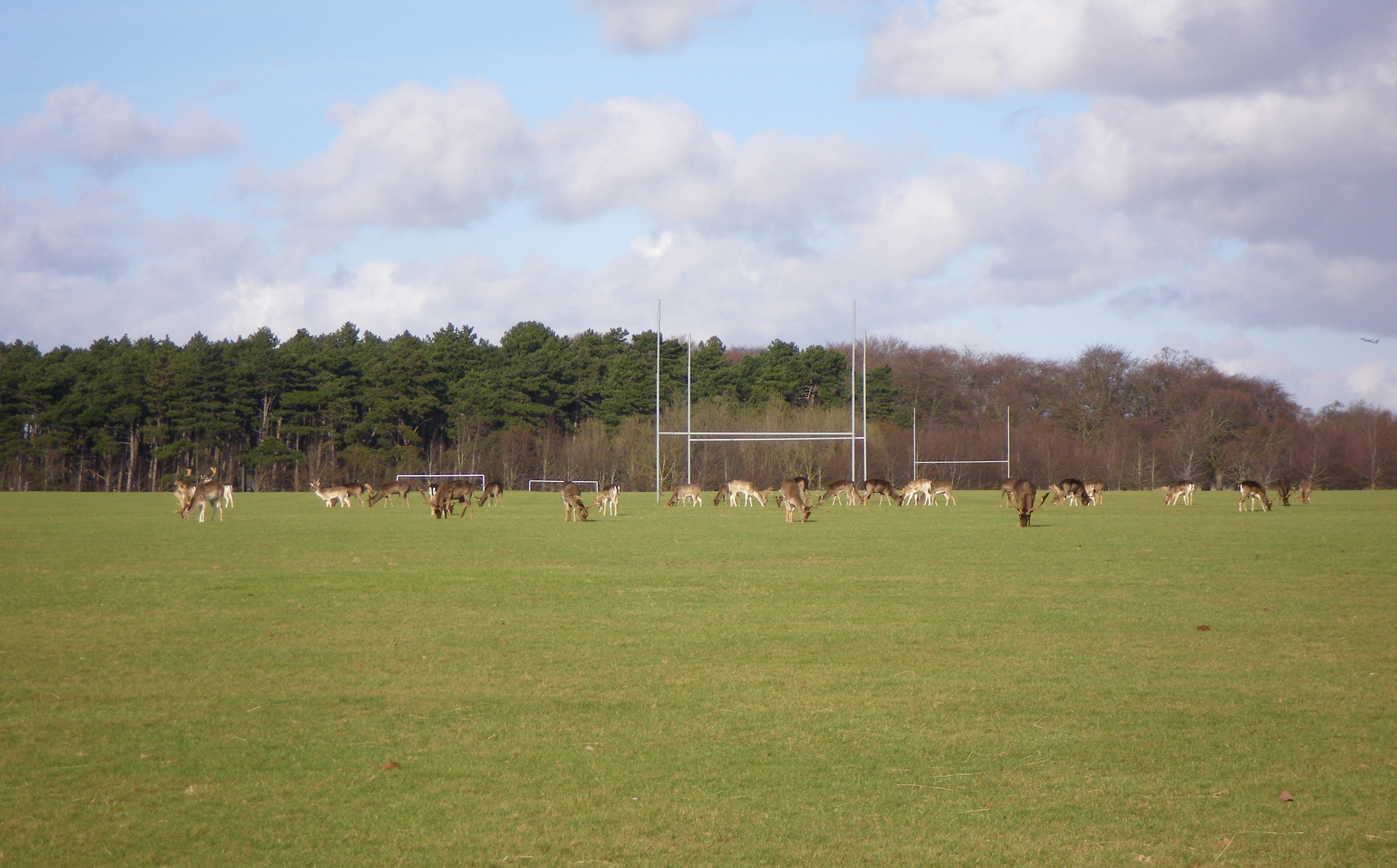
Les daims sur le terrain de hurling
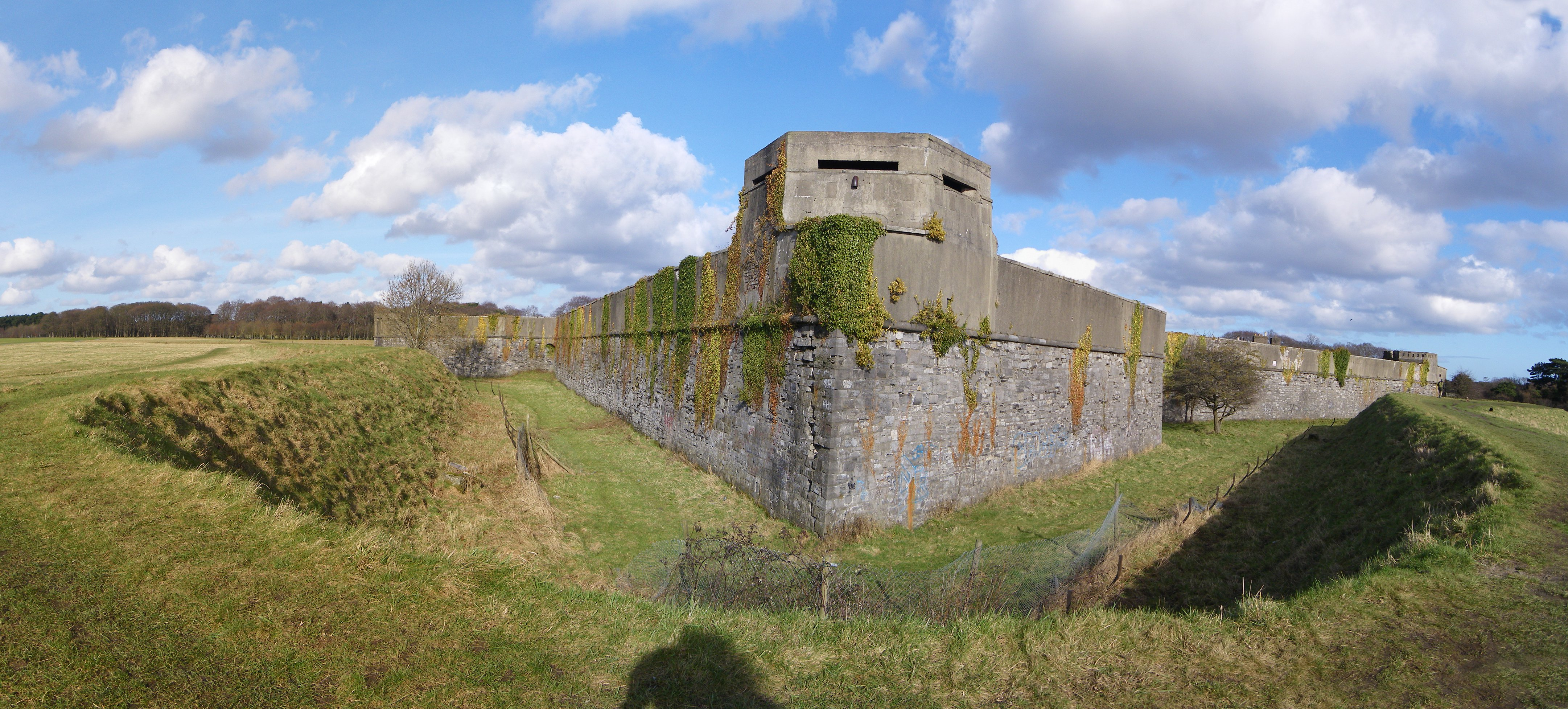
Angle sud ouest du fort du magasin
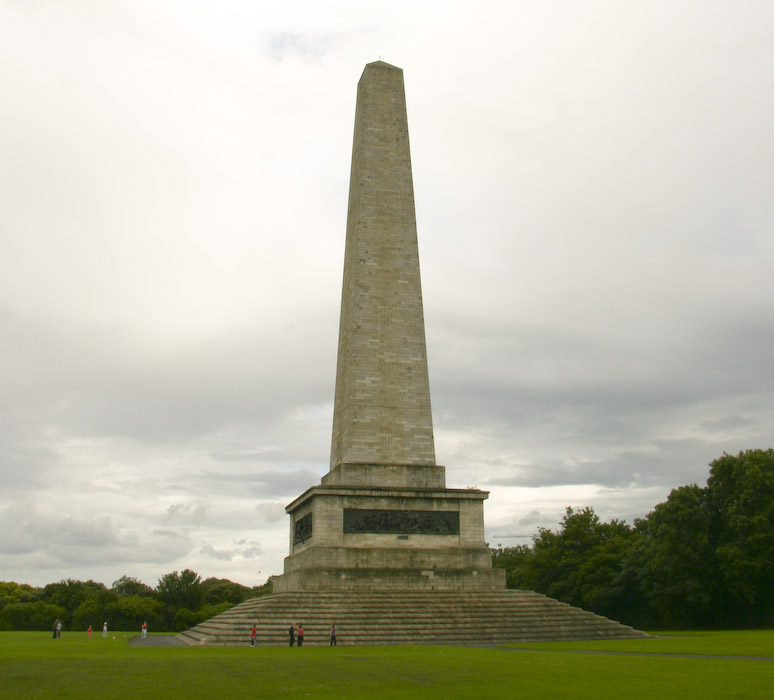
Monument Wellington